# Athyrium crassicaule
Athyrium crassicaule är en majbräkenväxtart som beskrevs av Jacobus Petrus Roux.
Athyrium crassicaule ingår i släktet Athyrium och familjen Athyriaceae. Inga underarter finns listade i Catalogue of Life.